# 大久保遼
大久保 遼（おおくぼ りょう、1989年4月23日 - ）は、日本の実業家、起業家、経営者。オーラル美容「MiiS」、高級電動アシスト自転車「MOVE」をはじめとする複数のブランドプロデュース事業と、顧客向けマーケティング支援事業を展開する株式会社MUSCAT GROUPの創業者であり、代表取締役である。

## 経歴
- 神奈川県横浜市[要出典]出身[3]。
- 父は研究者で母は看護師の家庭で育つ[3]。中学から聖光学院中学校・高等学校へ進学[3]。
- 高校時代、聖光学院OB現オイシックス・ラ・大地株式会社 代表取締役社長 高島宏平氏の講演をきっかけに起業に興味をもつ[3]。東京大学理科二類[要出典]に進学後、経済学部金融学科[要出典]に進み、ゴールドマン・サックス証券に新卒で入社[3]。投資銀行部門に所属し、主に広告、通信・メディア、テクノロジー関連のM&A、ファイナンシングのアドバイザリー業務に従事[3]。3年弱勤務後に、2014年にMomentum株式会社を創業し、アドベリフィケーション事業を展開[3]。創業から3年後の2017年にKDDIグループである「Syn.ホールディングス」に売却[3]。
- 2016年4月に株式会社MUSCAT GROUP（旧社名：株式会社ライスカレー）を創業[1][3]。SNSアカウント運用代行など、SNSマーケティング支援事業が祖業。2024年6月19日に、東京証券取引所グロース市場（証券コード：195A）へ新規上場。
- 上場から2ヶ月後の2024年8月に、簡易新設分割によりライスカレーの子会社「株式会社WinC」を設立し、自社ブランド事業を展開さらに「ニッチトップ戦略」のもとブランドプロデュース領域におけるM＆Aを進め、株式会社松村商店やMOVE株式会社を連結子会社化。
- 2025年1月、デロイトトーマツコンサルティングが世界規模で開催しているTMT業界における成長企業を表彰する国毎のランキングプログラムの日本版である「Technology Fast 50 2024 Japan[注 1]」35位に株式会社ライスカレーが選出された[4]。

## 略歴
- 1989年4月23日 - 神奈川県横浜市[要出典]に生まれる[1][3]。
- 2002年4月 - 聖光学院中学校・高等学校に入学[3]。
- 2008年4月 - 東京大学理科二類[要出典]に入学[3]。
- 2012年
  - 3月 - 東京大学経済学部金融学科[要出典]を卒業[3]。
  - 4月 - ゴールドマン・サックス証券株式会社に入社[3]。
- 2014年9月 - Momentum株式会社を設立[1][3]。同社の代表取締役[1]。
- 2016年
  - 4月 - 株式会社MUSCAT GROUP（旧社名：株式会社ライスカレー）を設立[1][2][3]。
  - 7月 - 株式会社MUSCAT GROUP（旧社名：株式会社ライスカレー）代表取締役[1][2]。
- 2024年
  - 6月 - 株式会社MUSCAT GROUP（旧社名：株式会社ライスカレー）が東京証券取引所グロース市場へ新規上場[2]。
- 2025年
  - 7月 - 株式会社ライスカレーから株式会社MUSCAT GROUPへ社名変更。

## 受賞・栄誉
- 2025年1月 - 株式会社MUSCAT GROUP（旧社名：株式会社ライスカレー）が「Technology Fast 50 2024 Japan」35位に選出[4]